# Alvin Ceccoli
Alvin Ceccoli, född 5 augusti 1974, är en australisk tidigare fotbollsspelare.
Alvin Ceccoli spelade 6 landskamper för det australiska landslaget. Han deltog bland annat i Oceaniska mästerskapet i fotboll 1998.